# Cataramă

Elementele componente

Catarama este denumirea închizătorii unei curele, ca obiect de vestimentație. Scopul ei este de a oferii purtătorului posibilitatea de a închide și a deschide cureaua. Catarama poate să fie realizată din diverse materiale dure, în special metal, os sau plastic.